# كوبا بيرو 2002
كوبا بيرو 2002 (بالإسبانية: Copa Perú 2002)‏ هو الموسم 30 من كوبا بيرو ‏. فاز فيه Atlético Universidad ‏.